# Urbán Tibor (színművész)
Urbán Tibor (Pécs, 1974 –) magyar színész.

## Életpályája
Az Apáczai Nevelési Központ gimnáziumában érettségizett, majd Moravetz Levente színjátszó körében ismerkedett meg a színészettel. 1994-től kisebb kihagyással (2010-2011) a Pécsi Nemzeti Színház tagja.

### Magánélete
Felesége Herczeg Adrienn színésznő. Gyermekük Herczeg-Urbán Benő 2013-ban született.

## Filmes és televíziós szerepei
- Kisváros (1995-1996) ...Rendőrhadnagy
- Gengszterfilm (1999)
- Csaó bambínó (2005) ... Smasszer
- Kalandorok (2008) ...Trajan
- Tűzvonalban (2009) ...Sándor
- Munkaügyek (2016) ...Peti
- A Séf meg a többiek (2022) ...Részeg vendég
- Pepe (2023) ...Rendőr
- …a szomszéd tehene (2024) ...Vendég

## Díjai és elismerései
- Szendrő József-díj (2003)
- Legjobb férfi epizódszereplő POSZT 2010. (Caragiale-Mohácsi fivérek: Az elveszett levél, Pécs)